# Synagoga Diabolica
Synagoga Diabolica es el tercer álbum de estudio de la banda Ancient Ceremony, lanzado en el año 2000 por la discográfica Alister Records.
La grabación del álbum se llevó a cabo en Alister Studio, donde ensayan nuevo material.

## Nombre
El título del álbum, de acuerdo con Chris Anderle es muy fuerte y carismático. El mismo término Synagoga Diabolica se originó en la Edad Media y se refiere al movimiento, actuando en contra de la Iglesia y el cristianismo en general, que representa muy bien el concepto del grupo.

## Versión cover
El álbum contiene una versión de la canción Creeping Deathdel repertorio del grupo Metallica. Aunque en un principio entre los candidatos para su inclusión en el álbum fue también la composición Evil Never Dies del grupo Overkill. La canción cover en sí de la canción Creeping Death es la canción Exodus 10,28, que contiene citas de la Biblia, que, según Chris Anderle, da una Creeping Death ideologizada.

## Lista de canciones
| Edición Estándar |                             |          |  |
| N.º              | Título                      | Duración |  |
| 1.               | «Synagoga Diabolica»        | 0:37     |  |
| 2.               | «Forbidden Fruit Sapientia» | 3:58     |  |
| 3.               | «Soul Darwinism»            | 5:44     |  |
| 4.               | «Choir Of Immortal Queens»  | 3:22     |  |
| 5.               | «Deorum Contemptor»         | 2:18     |  |
| 6.               | «Crowned Child»             | 4:57     |  |
| 7.               | «Exodus 10,28»              | 0:37     |  |
| 8.               | «Creeping Death»            | 6:33     |  |
| 28:06            |                             |          |  |

## Créditos
- Chris Anderle - Vocalista
- Patrick Meyer - Guitarrista
- Mayor Matthes - Batería
- Christoph Rath - Teclista
- Cynthia Schiltz (Follmann) - Voz femenina